# Colt Paterson
La Colt Paterson è una rivoltella prodotta dall'azienda statunitense Colt.
Fu la prima arma commerciale a ripetizione che impiegava un tamburo girevole con camere multiple, ciascuna delle quali, riempita con il proiettile completo (proietto e cartuccia con carica di lancio) veniva successivamente allineata, al momento dello sparo, ad una singola canna fissa. L'armatura del cane, ad ogni sparo, era manuale e la successiva pressione del dito sul grilletto determinava la rotazione del tamburo di un angolo pari a 3600/n (se n era il numero di colpi consentito dalla capacità del tamburo tra una carica e la successiva) e la percussione da parte del cane sulla carica di lancio del proietto appena allineatosi. Il design fu brevettato da Samuel Colt il 25 febbraio 1836 negli Stati Uniti, in Francia e in Inghilterra e il suo nome deriva dal sito di produzione localizzato a Paterson, nel New Jersey. Inizialmente questo revolver a 5 colpi è stato prodotto con il calibro .28 e circa un anno dopo con un calibro .36. Come originariamente progettato e prodotto, nessuna leva di caricamento era stata inclusa nel revolver: l'utilizzatore doveva smontare parzialmente il revolver per ricaricarlo, estraendone manualmente i bossoli dei proiettili già sparati e sostituendoli con proiettili completi nuovi. A partire dal 1839, tuttavia, nel progetto sono state incorporate una leva di caricamento e una finestra di tappatura, che consentono di ricaricare senza smontare parzialmente il revolver. Questa leva di caricamento e la modifica del design della finestra di tappatura è stata adottata anche nella maggior parte dei revolver della Colt Paterson prodotti dal 1836 fino al 1839.
A differenza dei revolver successivi, un grilletto pieghevole era stato incorporato nella Colt Paterson: questo diventava operabile solo azionando il cane.